# Orcival
Orcival település Franciaországban, Puy-de-Dôme megyében. Lakosainak száma 242 fő (2022. január 1.). Orcival Mont-Dore, Perpezat, Rochefort-Montagne, Saint-Bonnet-près-Orcival, Saulzet-le-Froid és Vernines községekkel határos.

## Fekvése
Egy kis völgyben, Rochefort-Montagnetől keletre fekvő település.

## Története

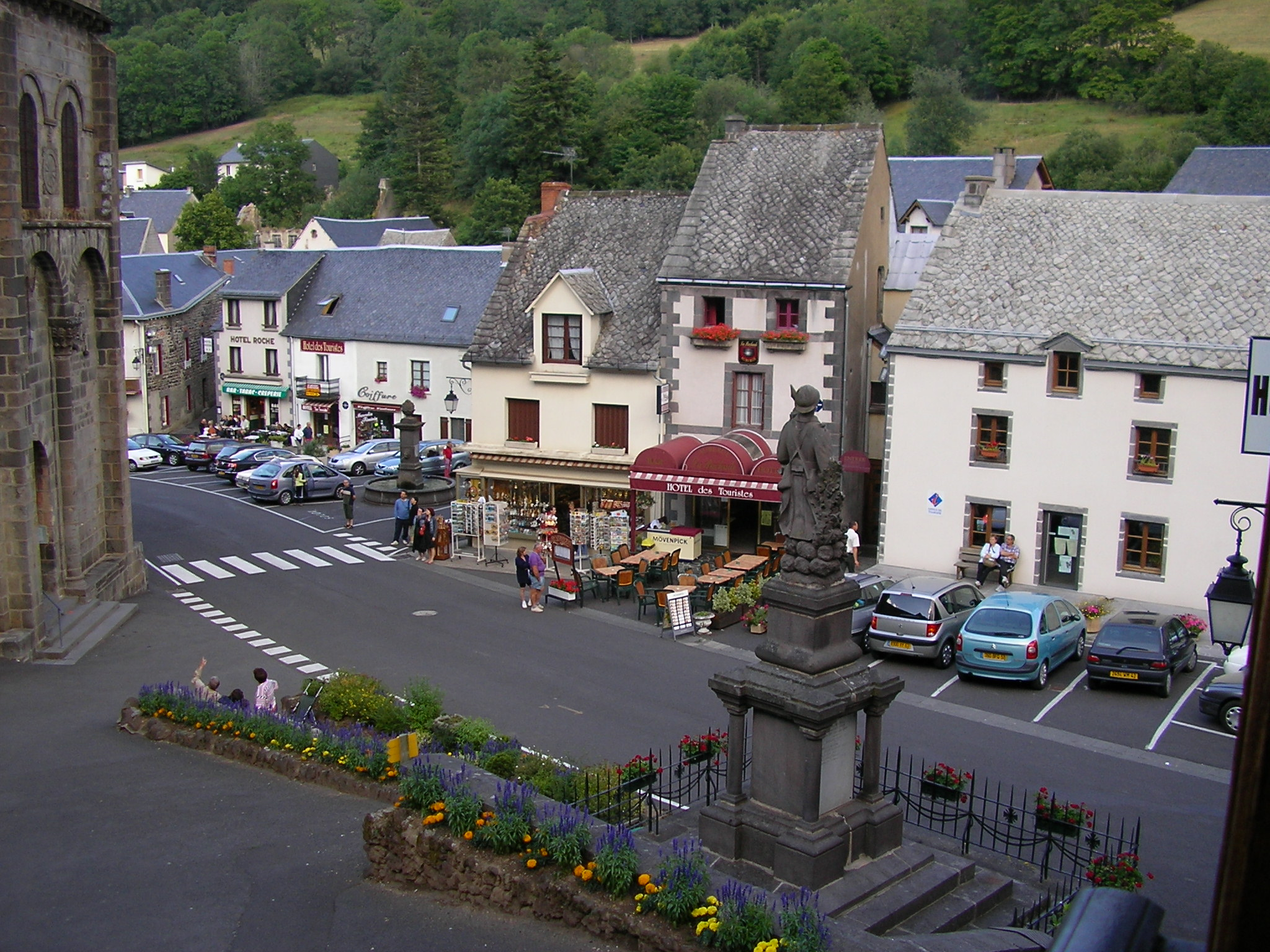

A település 12. század vége felé emelt templomát valószínűleg a Chaise-Dieuból jött szerzetesek alapították, ma is híres zarándokhely. Román stílusát templomfője és kapuzatai őrzik. Belsejében tágas, világos szentélye emelkedik ki. Főoltára mögött egy oszlopon látható a 12. századi híres, aranyozott ezüsttel bevont ülő Madonna-faszobor, melyet áldozócsütörtökön, Jézus mennybemenetelekor a városban ünnepélyesen körülhordanak.

## Galéria

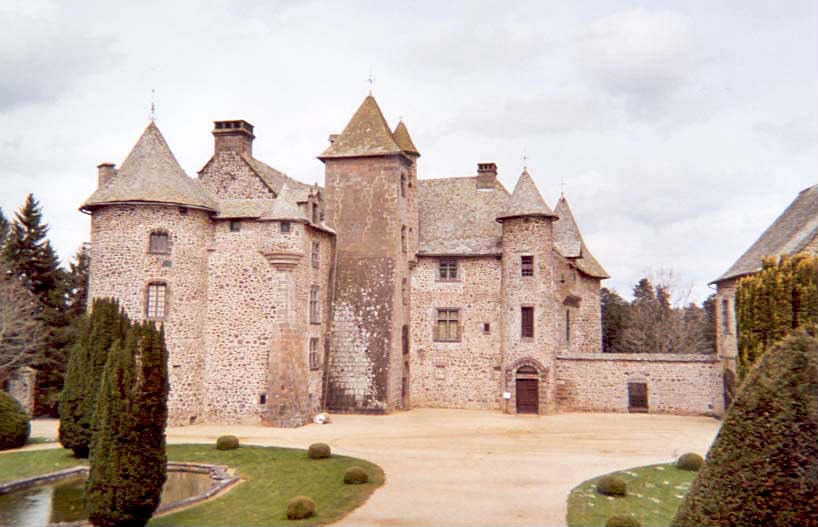
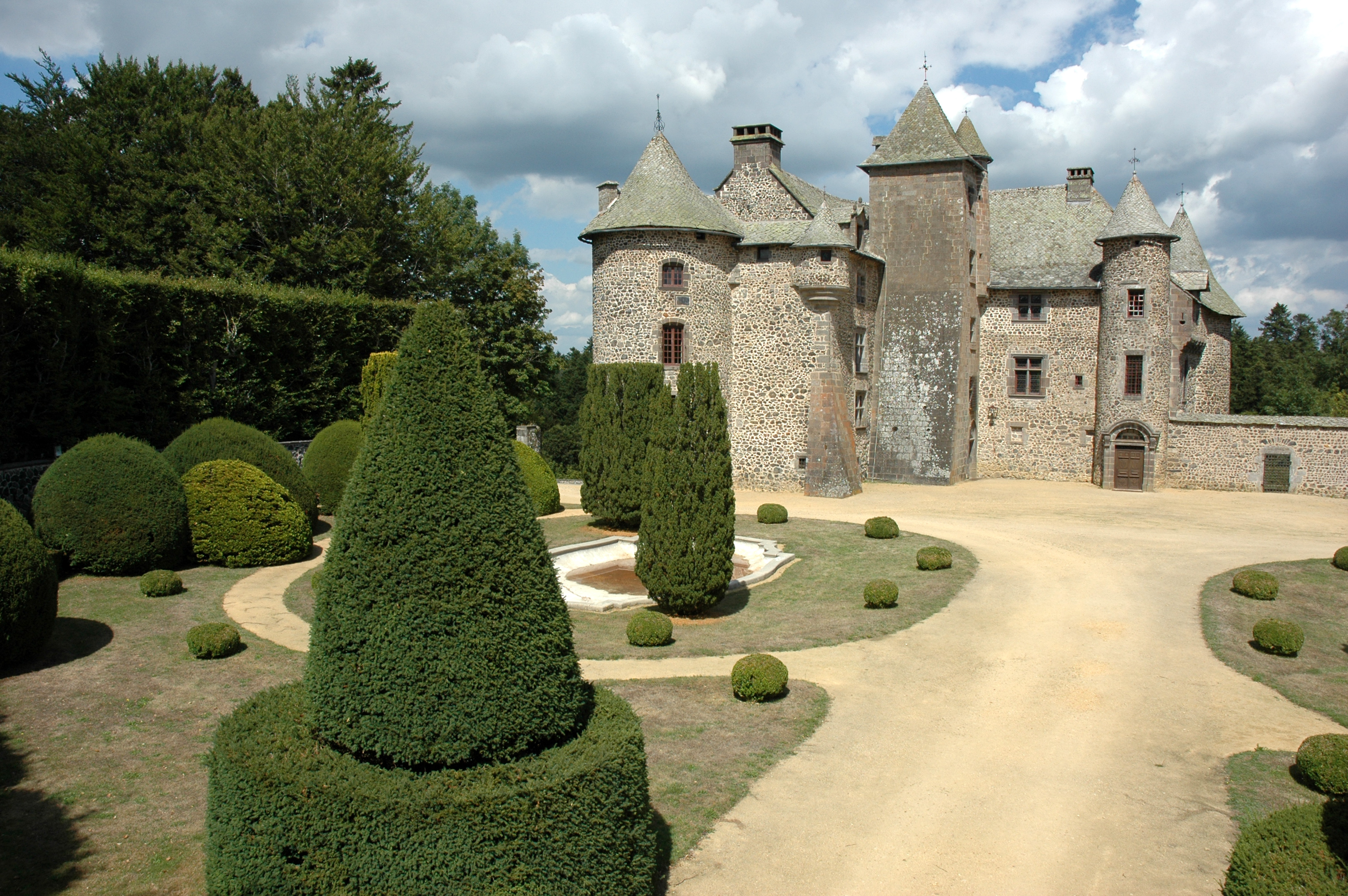
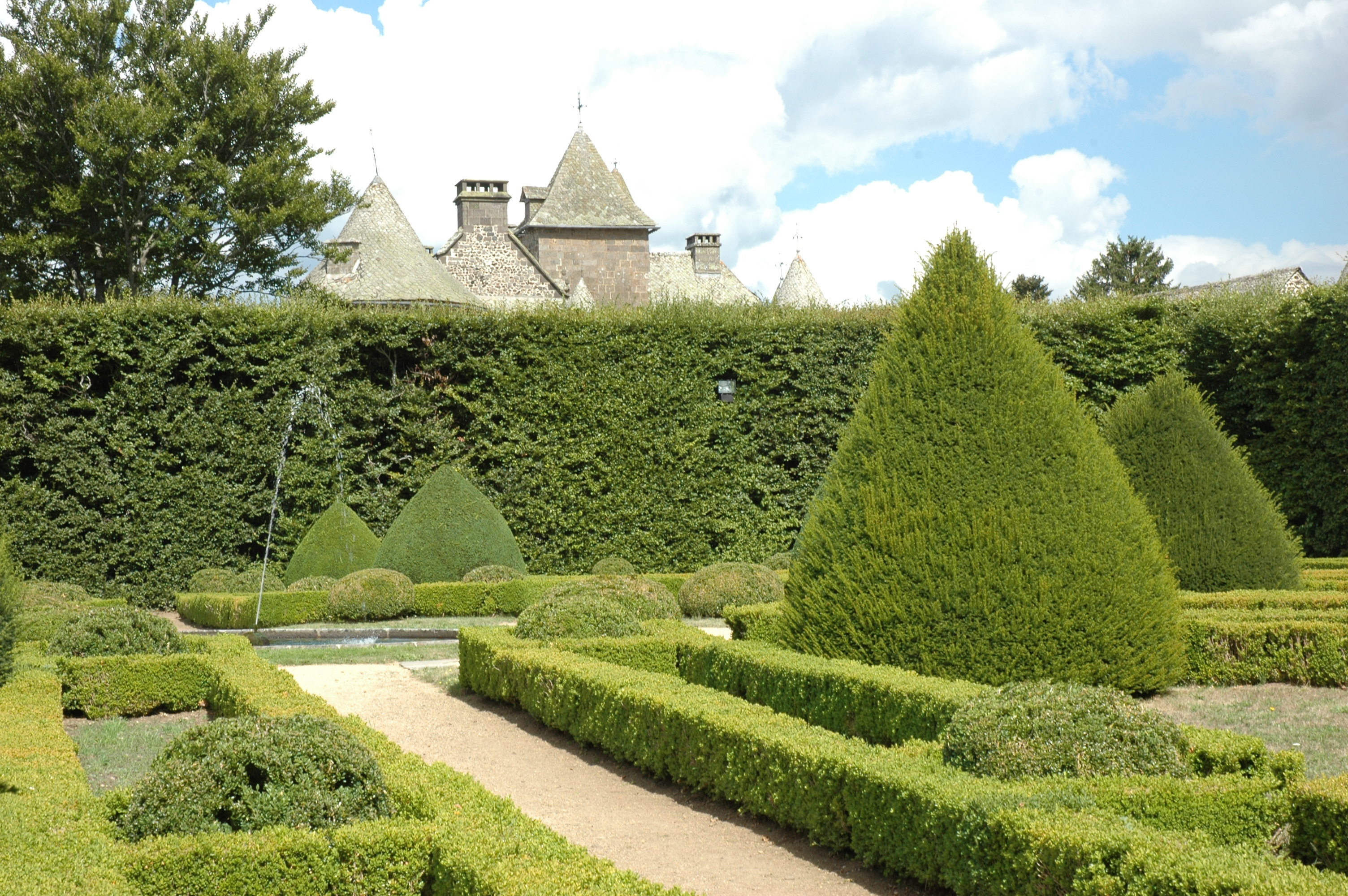
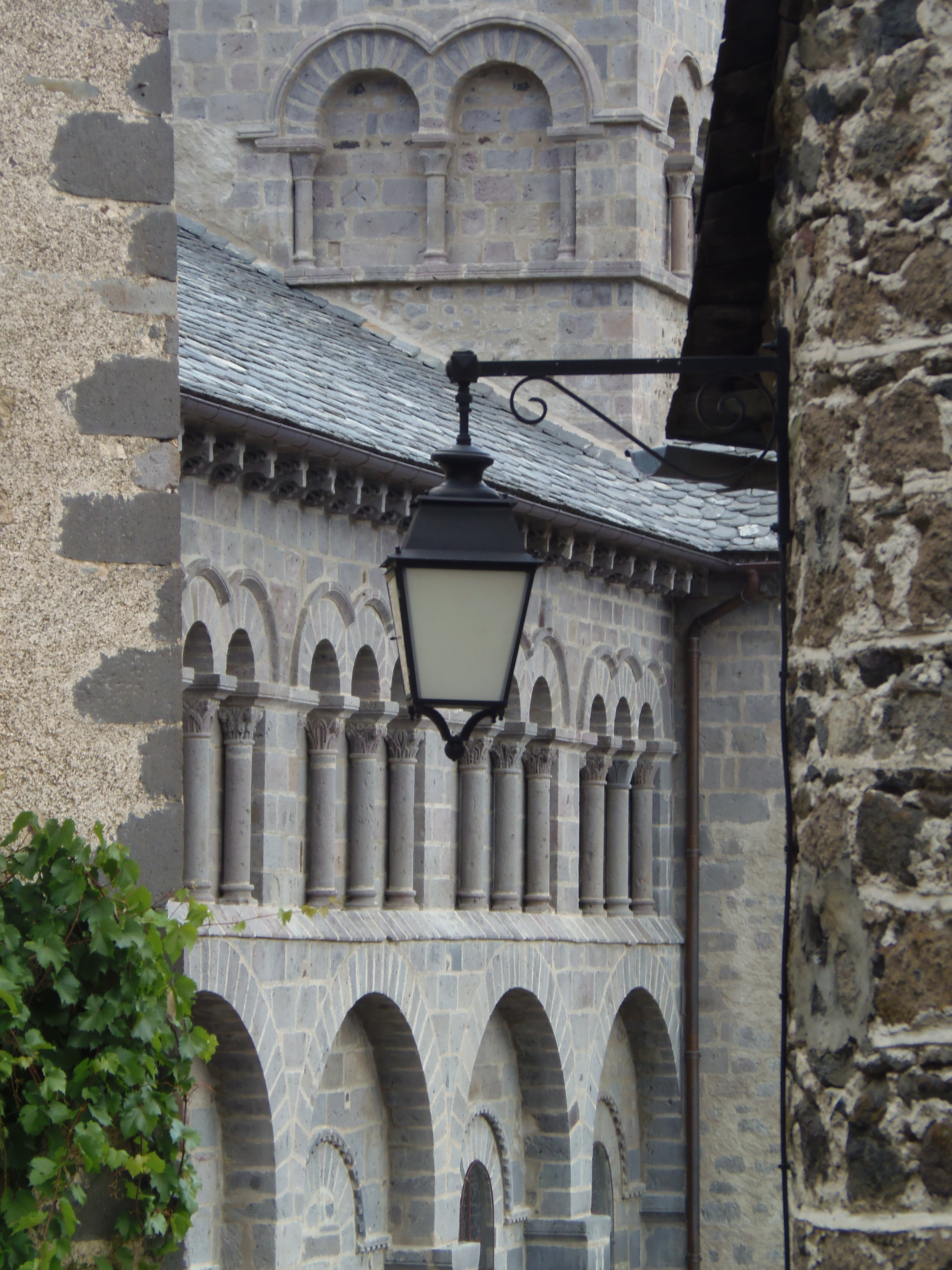
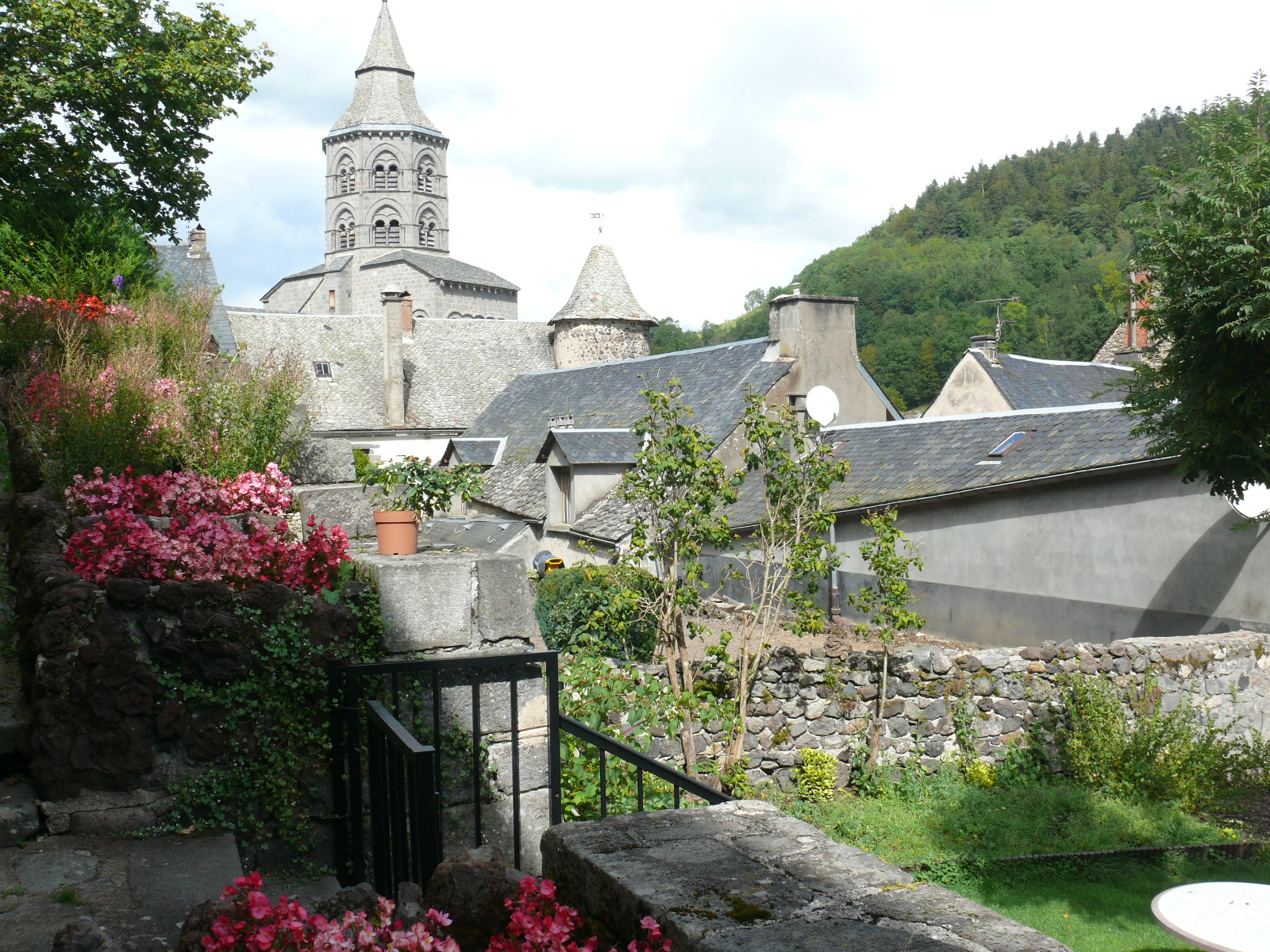
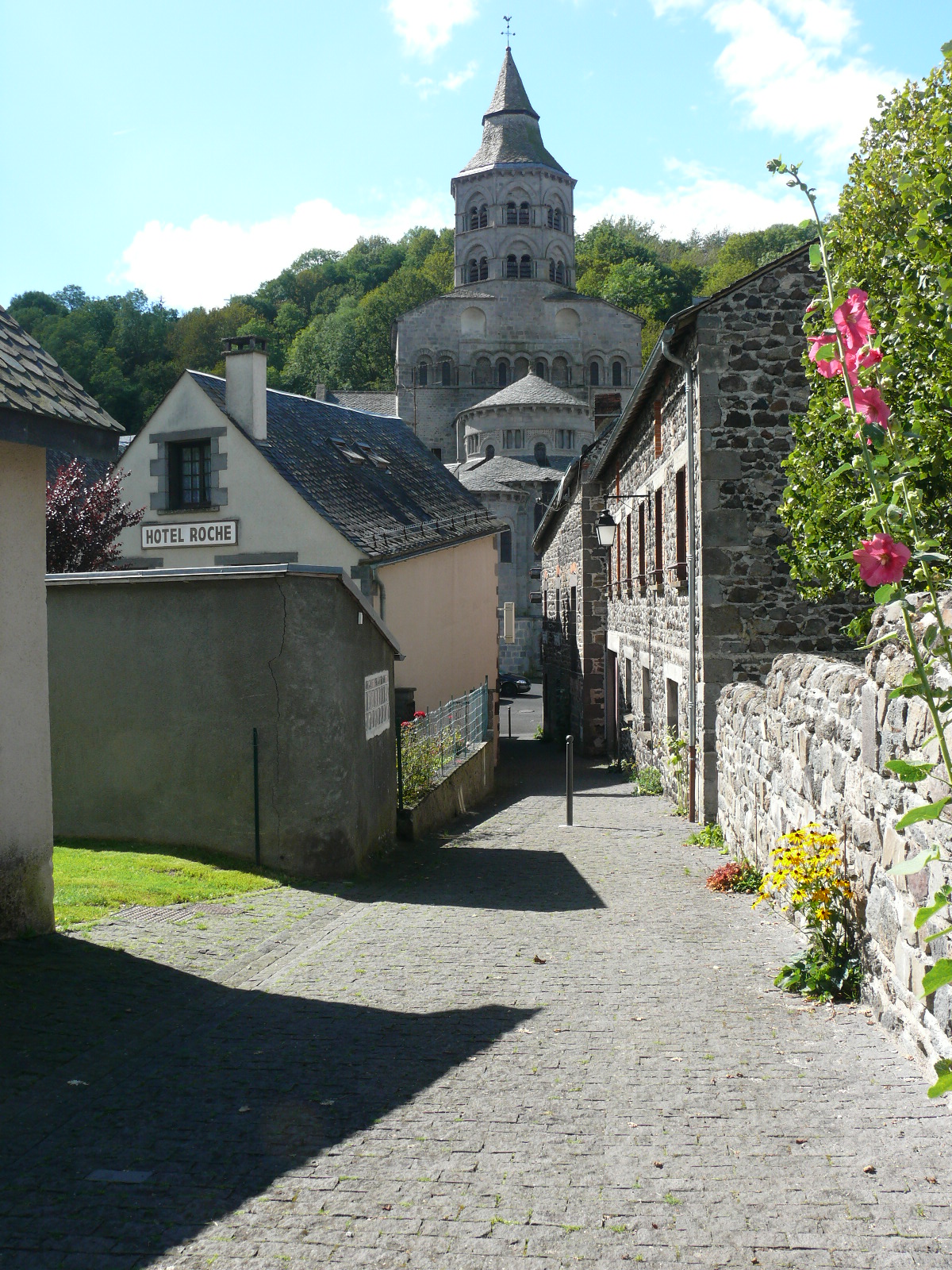
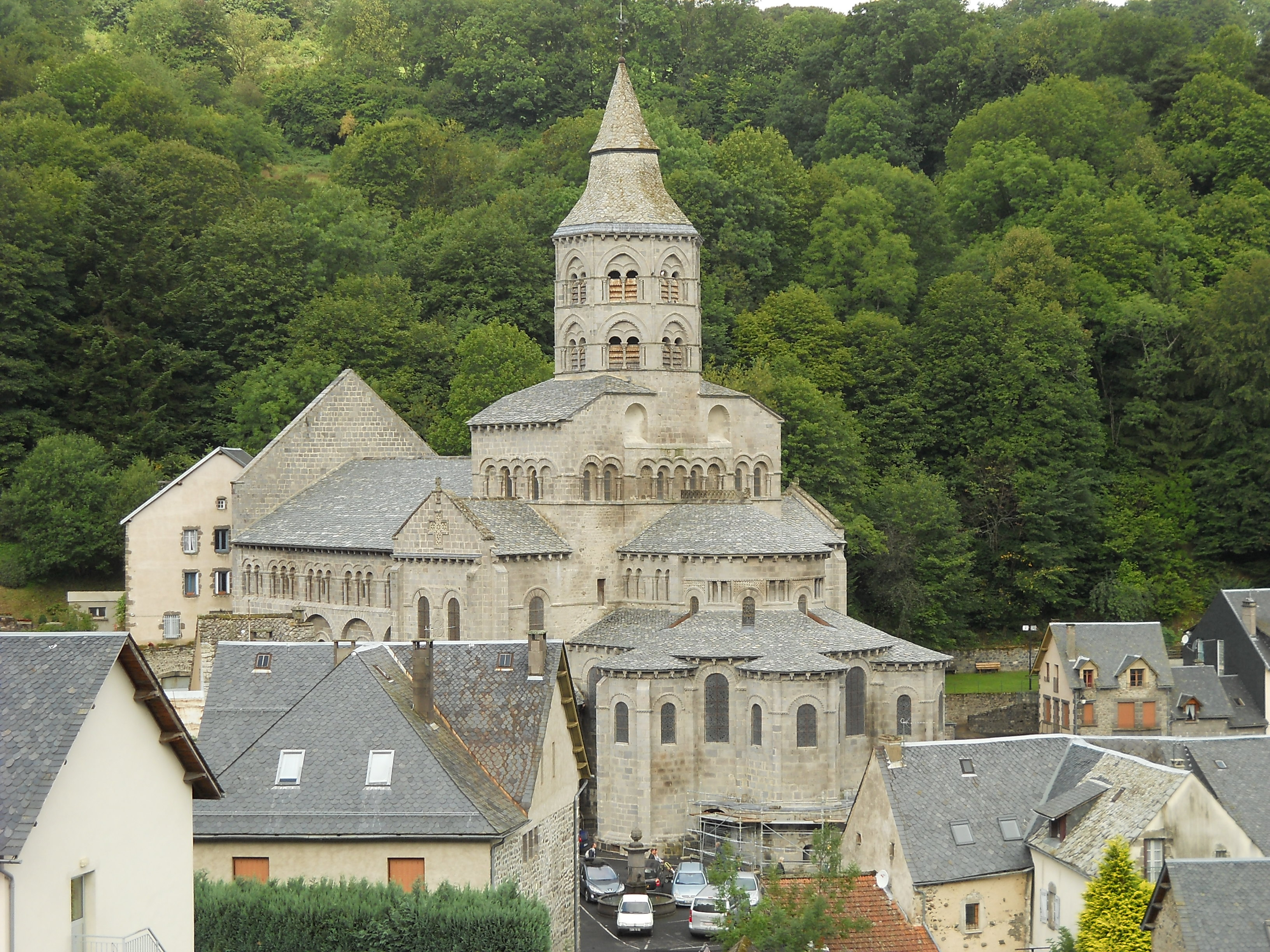
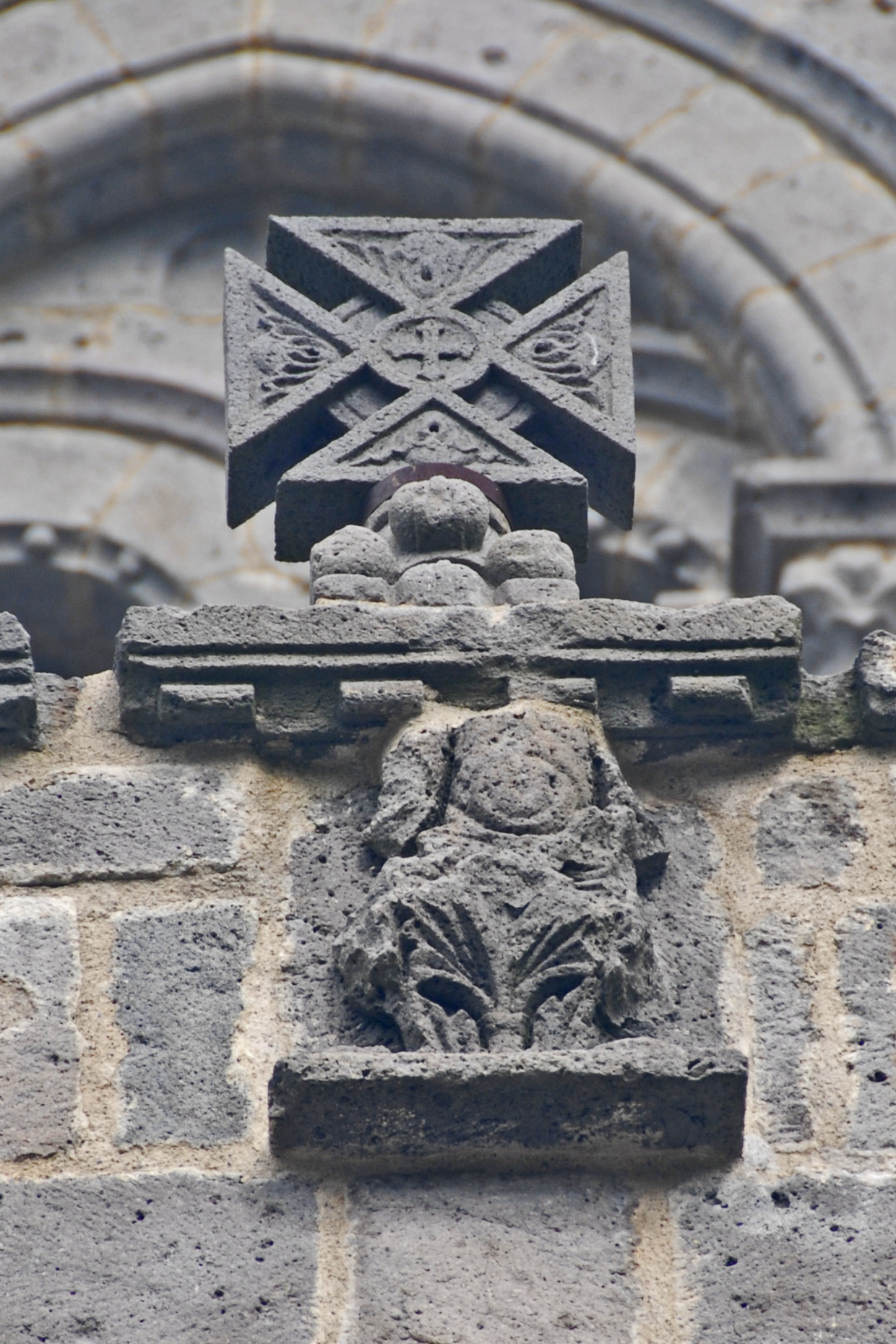
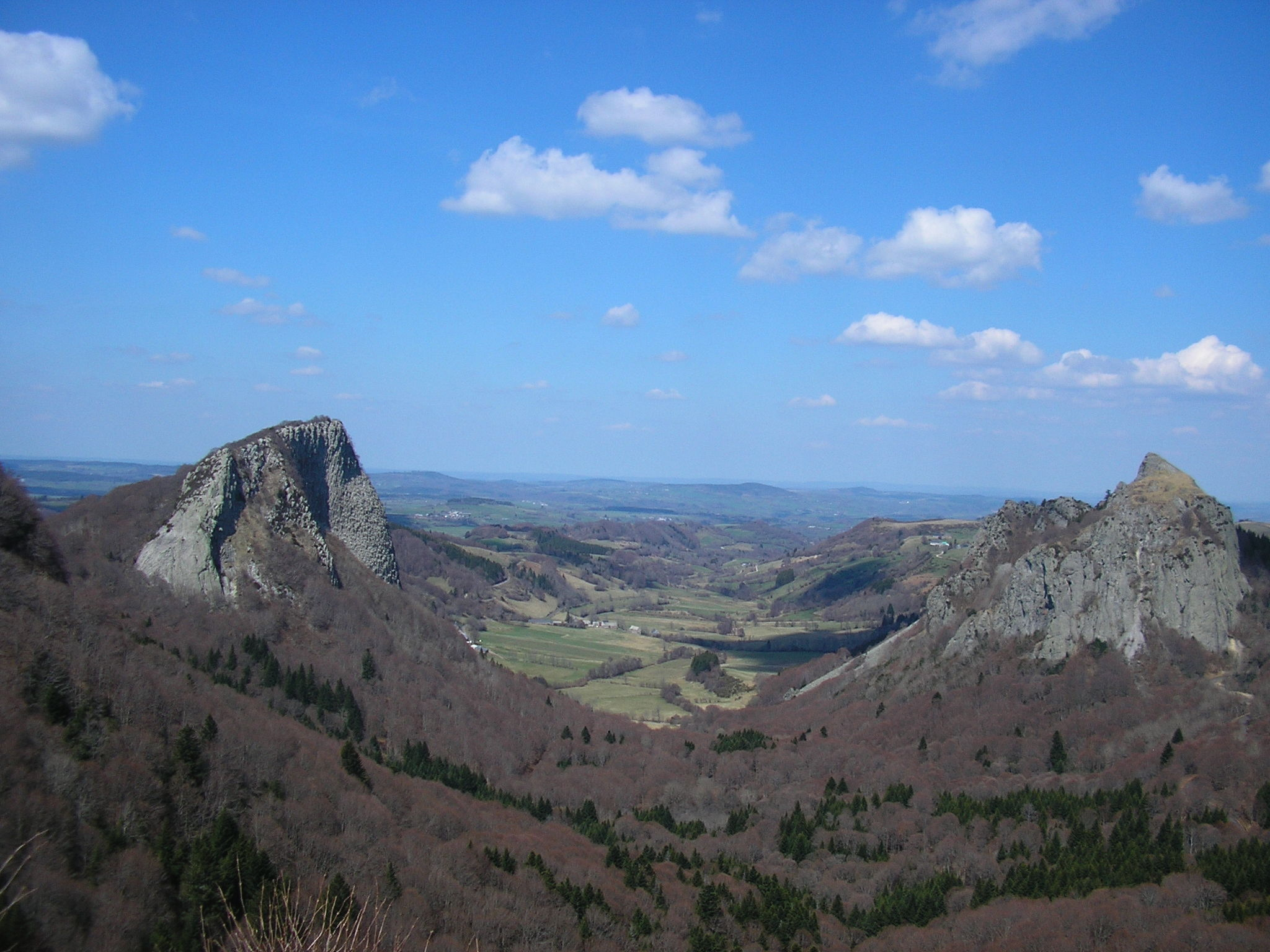
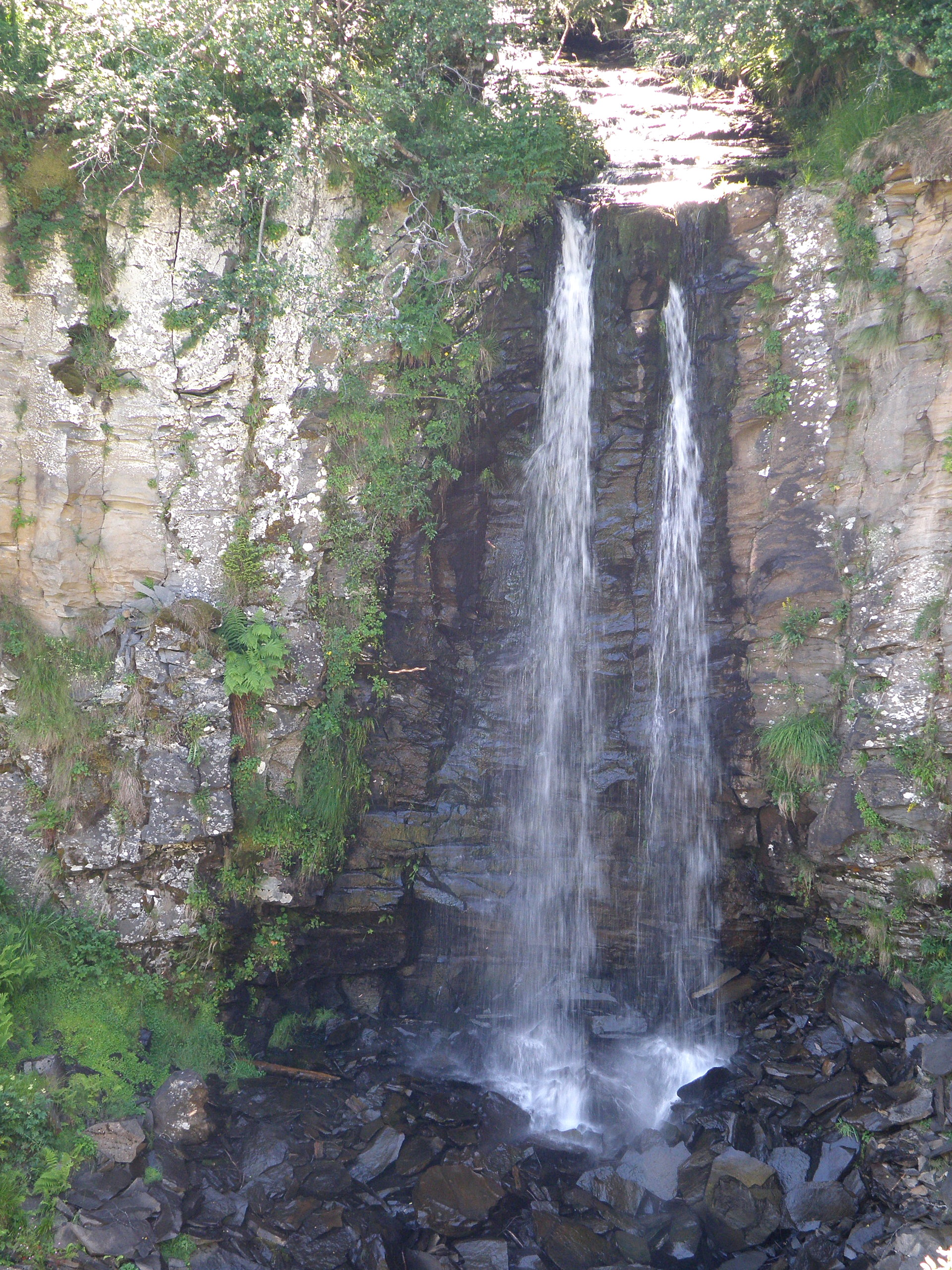
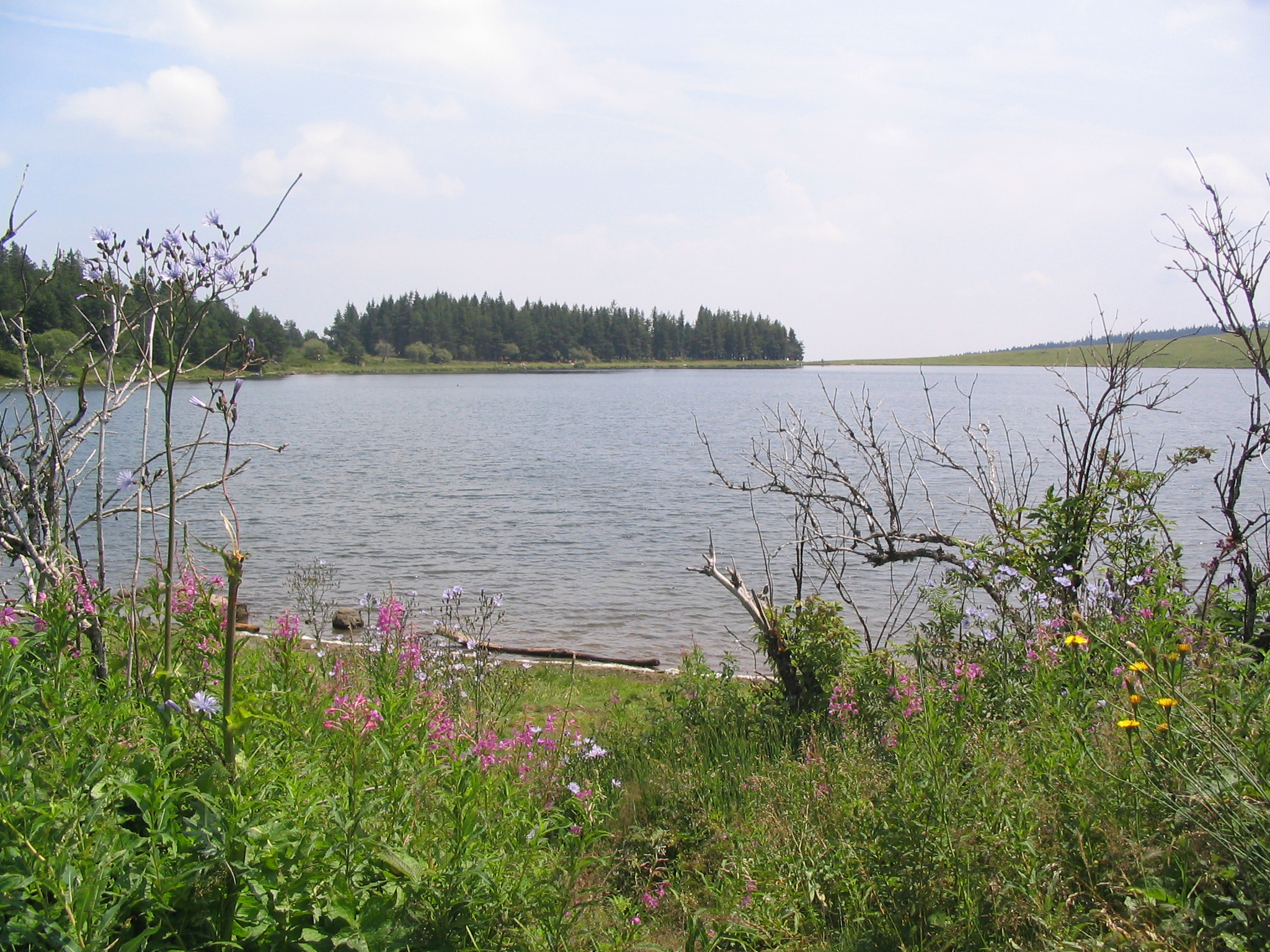
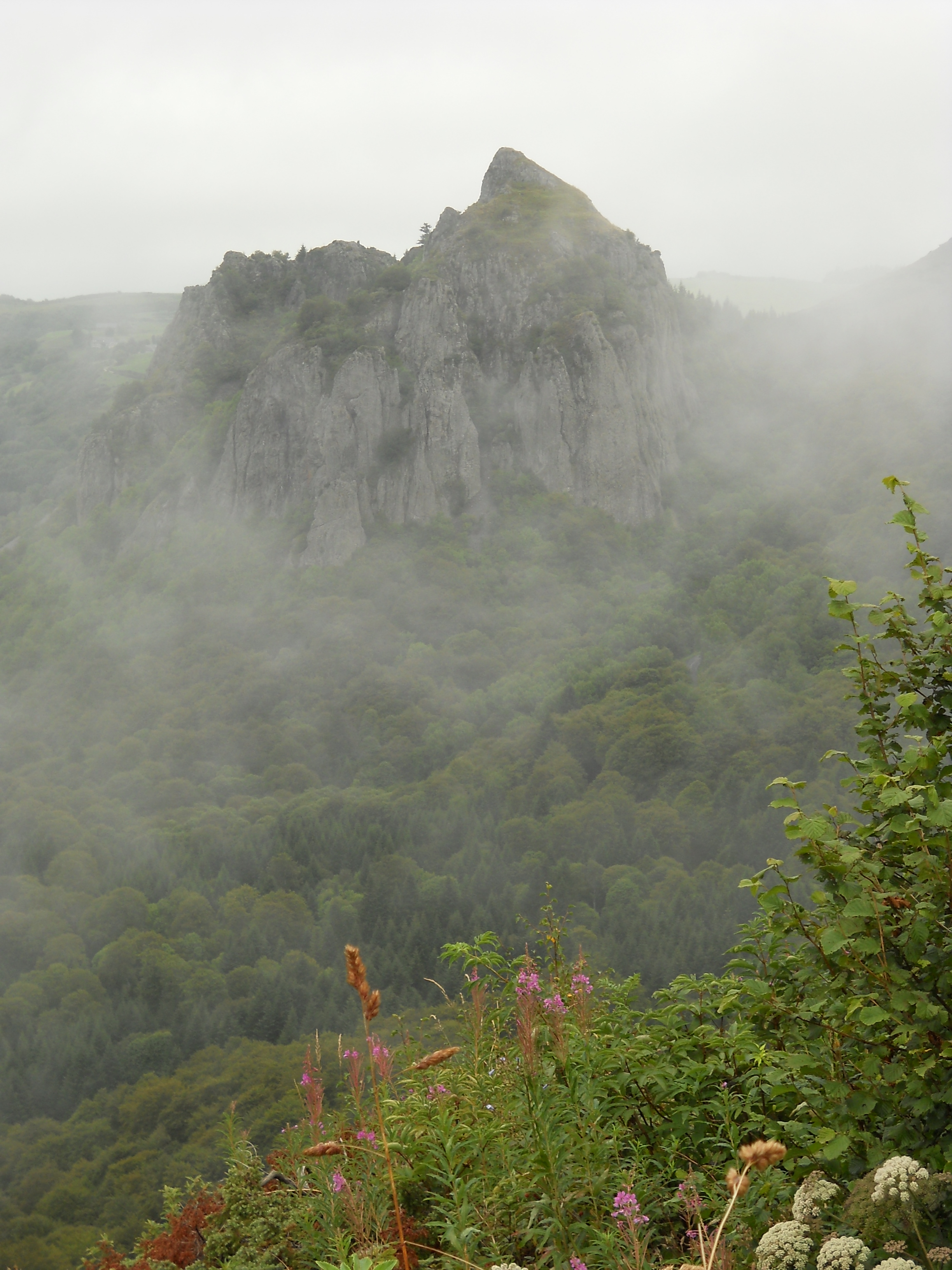

## Nevezetességek
- Kastélya
- Temploma